# Grand Nu couché
 (mai 2023).
Le Grand Nu couché – ou Nu rose – est un tableau réalisé en 1935 par le peintre français Henri Matisse. Cette huile sur toile est un nu féminin dont la figure est peinte d'une seule nuance de rose, couchée sur ce qui ressemble à du carrelage bleu à joints blancs, la tête trop petite pour le corps. L'œuvre est conservée au musée d'Art de Baltimore, à Baltimore, aux États-Unis.

## Expositions
- Matisse. Cahiers d'art – Le tournant des années 1930, musée de l'Orangerie, Paris, 2023 — n°110.